# Орехово (посёлок при железнодорожной станции, Ленинградская область)
Орехово (до 1948 года Раасули, фин. Raasuli) — посёлок при железнодорожной станции в Сосновском сельском поселении Приозерского района Ленинградской области.

## Название
Когда в 1947—1948 годах началась кампания переименований населённых пунктов Карельского перешейка, то на собрании трудящихся подсобного хозяйства ленинградского завода «Комсомолка» было принято постановление о переименовании деревни Раасули в деревню Орехово. Вслед за ней были переименованы железнодорожная станция Раасули и посёлок при ней. Чем был обусловлен выбор нового названия — неизвестно, предположительно, наличием зарослей орешника близ деревни. Переименование было закреплено указом Президиума ВС РСФСР от 13 января 1949 года.

## История
В 1917 году была построена железная дорога, связавшая Финляндию с Санкт-Петербургом, на которой была открыта станция Раасули, близ неё возник пристанционный посёлок. 

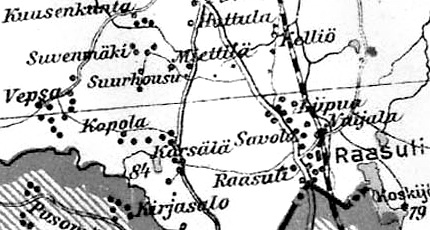
Посёлок при станции Раасули на финской карте 1923 года

До 1939 года посёлок при станции Раасули входил в состав волости Рауту Выборгской губернии Финляндской республики.
С 1 января 1940 года — в составе Сувемякского сельсовета Раутовского района.
С 1 июля 1941 года по 31 мая 1944 года финская оккупация.
С 1 октября 1948 года — в составе Новожиловского сельсовета Сосновского района. 
С 1 января 1949 года учитывается как посёлок при станции Орехово.
С 1 июня 1954 года — в составе Сосновского сельсовета Сосновского района.
С 1 декабря 1960 года — в составе Приозерского района. 
С 1 февраля 1963 года — в составе Выборгского района.
С 1 января 1965 года — вновь в составе Приозерского района. 
По данным 1966, 1973 и 1990 годов посёлок при станции Орехово входил в состав Сосновского сельсовета.
В 1997 году в посёлке при станции Орехово Сосновской волости проживали 94 человека, в 2002 году — 57 человек (русские — 95 %).
В 2007 году в посёлке при станции Орехово Сосновского СП проживали 32 человека, в 2010 году — 466 человек.

## География
Посёлок расположен в южной части района на границе Приозерского района со Всеволожским районом, на автодороге 41К-261 (Орехово — Петяярви).
Расстояние до административного центра поселения — 10 км.
В посёлке расположена железнодорожная станция Орехово.
Посёлок находится на западном берегу озера Большое Борково, из которого вытекает река Гладыш. 

## Демография
| 2007 | 2010 | 2017 |
| ---- | ---- | ---- |
| 32   | ↗466 | ↘40  |

## Улицы
1-я линия, 2-я линия, 3-я линия, 7-й Сосновый проезд, Береговая, Берёзовая, Вокзальная, Главная, Грибная, Грибной переулок, Зелёная, Лесная, Магазинная, Межевая, Морская, Нагорная, Новая, Озёрная, Пляжная, Садовая, Солнечная, Сосновая, Хвойная.